# Лижне двоборство на зимових Олімпійських іграх 1998
Змагання з лижного двоборства на зимових Олімпійських іграх 1998 тривали з 13 до 20 лютого. Розіграно два комплекти нагород. У рамках змагань стрибки з трампліна відбулися на стадіоні для стрибків з трампліна, а лижні перегони - на лижному стадіоні Снігова арфа в селі Хакуба.

## Чемпіони та призери

### Таблиця медалей
| Місце              | Країна             | Золото | Срібло | Бронза | Загалом |
| ------------------ | ------------------ | ------ | ------ | ------ | ------- |
| 1                  | Норвегія           | 2      | 0      | 0      | 2       |
| 2                  | Фінляндія          | 0      | 2      | 0      | 2       |
| 3                  | Росія              | 0      | 0      | 1      | 1       |
| 3                  | Франція            | 0      | 0      | 1      | 1       |
| Загалом (4 збірні) | Загалом (4 збірні) | 2      | 2      | 2      | 6       |

### Дисципліни
| Дисципліна             | Золото                                                                            | Золото  | Срібло                                                                   | Срібло  | Бронза                                                          | Бронза  |
| ---------------------- | --------------------------------------------------------------------------------- | ------- | ------------------------------------------------------------------------ | ------- | --------------------------------------------------------------- | ------- |
| Індивідуальні змагання | Б'ярте Енґен Вік · Норвегія                                                       | 41:21.1 | Самппа Лаюнен · Фінляндія                                                | 41:48.6 | Валерій Столяров · Росія                                        | 41:49.3 |
| Командні змагання      | Норвегія · Фред Берре Лундберґ · Кеннет Бротен · Галлдор Скард · Б'ярте Енґен Вік | 54:11.5 | Фінляндія · Ярі Мантіла · Ханну Маннінен · Тапіо Нурмела · Самппа Лаюнен | 55:30.4 | Франція · Фабріс Гі · Ніколя Баль · Людовік Руа · Сільвен Гійом | 55:53.4 |

## Країни-учасниці
У змаганнях з лижного двоборства на Олімпійських іграх у Наґано взяли участь спортсмени 14-ти країн. Словенія дебютувала в цьому виді програми.
- Австрія (4)
- Білорусь (2)
- Чехія (5)
- Естонія (4)
- Фінляндія (4)
- Франція (4)
- Німеччина (5)
- Італія (1)
- Японія (5)
- Норвегія (5)
- Росія (5)
- Словенія (1)
- Швейцарія (4)
- США (4)